# Kadidia Maïga
Pour les articles homonymes, voir Maïga.
Kadidia Maïga, née le 6 avril 1997 à Sénou, est une joueuse malienne de basket-ball évoluant au poste d'ailier.

## Carrière
Elle remporte le Championnat d'Afrique féminin de basket-ball des 16 ans et moins en 2013 et le Championnat d'Afrique féminin de basket-ball des 18 ans et moins en 2014.
Elle fait partie du groupe malien sélectionné pour participer au Championnat d'Afrique 2019, terminant à la troisième place. Elle est ensuite finaliste du Championnat d'Afrique 2021 à Yaoundé.